# Kenenisa Bekele
Kenenisa Bekele (Bekoji, Etiòpia, 13 de juny de 1982) és un atleta etíop especialitzat en curses de llarga distància, concretament als 5.000 i 10.000 metres. Bekele és l'actual campió olímpic i recordman mundial de totes dues proves, a banda de quatre voltes campió mundial dels 10.000 metres.
La IAAF li va concedir el 2004 i el 2005 el guardó a l'atleta de l'any.

## Resultats internacionals destacats
| Any  | Competició                  | Lloc                  | Resultat | Prova    |
| ---- | --------------------------- | --------------------- | -------- | -------- |
| 1999 | Campionat del Món CT Júnior | Belfast, Regne Unit   | 9è       | 8.000 m  |
| 1999 | Campionat del Món Júnior    | Bydgoszcz, Polònia    | 2n       | 3.000 m  |
| 2000 | Campionat d'Àfrica          | Alger, Algèria        | 4t       | 5.000 m  |
| 2000 | Campionat del Món Júnior    | Santiago, Xile        | 2n       | 5.000 m  |
| 2001 | Campionat del Món CT Júnior | Oostende, Bèlgica     | 1r       | 8.000 m  |
| 2001 | Campionat del Món CT        | Oostende, Bèlgica     | 2n       | 4.000 m  |
| 2002 | Campionat del Món CT        | Dublín, Irlanda       | 1r       | 4.000 m  |
| 2002 | Campionat del Món CT        | Dublín, Irlanda       | 1r       | 12.000 m |
| 2003 | Campionat del Món CT        | Lausana, Suïssa       | 1r       | 4.000 m  |
| 2003 | Campionat del Món CT        | Lausana, Suïssa       | 1r       | 12.000 m |
| 2003 | Campionat del Món           | París, França         | 3r       | 5.000 m  |
| 2003 | Campionat del Món           | París, França         | 1r       | 10.000 m |
| 2003 | Jocs Panafricans            | Abuja, Nigèria        | 1r       | 5.000 m  |
| 2004 | Campionat del Món CT        | Brussel·les, Bèlgica  | 1r       | 4.000 m  |
| 2004 | Campionat del Món CT        | Brussel·les, Bèlgica  | 1r       | 12.000 m |
| 2004 | Jocs Olímpics               | Atenes, Grècia        | 2n       | 5.000 m  |
| 2004 | Jocs Olímpics               | Atenes, Grècia        | 1r       | 10.000 m |
| 2005 | Campionat del Món CT        | Saint-Galmier, França | 1r       | 4.000 m  |
| 2005 | Campionat del Món CT        | Saint-Galmier, França | 1r       | 12.000 m |
| 2005 | Campionat del Món           | Hèlsinki, Finlàndia   | 1r       | 10.000   |
| 2006 | Campionat del Món PC        | Moscou, Rússia        | 1r       | 3.000 m  |
| 2006 | Campionat del Món CT        | Fukuoka, Japó         | 1r       | 4.000 m  |
| 2006 | Campionat del Món CT        | Fukuoka, Japó         | 1r       | 12.000 m |
| 2006 | Campionat d'Àfrica          | Bambous, Marroc       | 1r       | 5.000 m  |
| 2007 | Campionat del Món CT        | Mombasa, Kenya        | Retirat  | 12.000 m |
| 2007 | Campionat del Món           | Osaka, Japó           | 1r       | 10.000 m |
| 2008 | Campionat del Món CT        | Edimburg, Regne Unit  | 1r       | 12.000 m |
| 2008 | Campionat d'Àfrica          | Addis Abeba, Etiòpia  | 1r       | 5.000 m  |
| 2008 | Jocs Olímpics               | Beijing, Xina         | 1r       | 5.000 m  |
| 2008 | Jocs Olímpics               | Beijing, Xina         | 1r       | 10.000 m |
| 2009 | Campionat del Món           | Berlín, Alemanya      | 1r       | 10.000 m |

## Millors marques
- Aire lliure:

- 1.500 m - 3´32"35 (Xangai, 28 de setembre de 2007)
- 3.000 m - 7´25"79 (Estocolm, 7 d'agost de 2007)
- 2 milles - 8´13"51 (Hengelo, 26 de maig de 2007)
- 5.000 m - 12´37"35 (Hengelo, 31 de maig de 2004) RM
- 10.000 m - 26´17"53 (Brussel·les, 26 d'agost de 2005) RM

- Ruta:

- 10 km - 27´40" (Rennes, 14 d'octubre de 2001)
- 15 km - 42´42" (Heerenberg, 9 de desembre de 2001)

- Pista coberta:

- 1 milla - 4´01"57 (Nova York, 3 de febrer de 2006)
- 2.000 m - 4´49"99 (Birmingham, 17 de febrer de 2007)
- 3.000 m - 7´30"51 (Estocolm, 20 de febrer de 2007)
- 2 milles - 8´04"35 (Birmingham, 16 de febrer de 2008)
- 5.000 m - 12´42"69 (Birmingham, 20 de febrer de 2004) RM

Llegenda: RM= Rècord del Món